# Honduras a 2008. évi nyári olimpiai játékokon
Honduras a kínai Pekingben megrendezett 2008. évi nyári olimpiai játékok egyik részt vevő nemzete volt. Az országot az olimpián 5 sportágban 27 sportoló képviselte, akik érmet nem szereztek.

## Atlétika
Férfi
| Versenyző        | Versenyszám | Előfutam | Előfutam | Előfutam | Negyeddöntő | Negyeddöntő | Negyeddöntő | Elődöntő | Elődöntő | Elődöntő | Döntő   | Döntő    |
| Versenyző        | Versenyszám | Idő      | Hely.    | Össz.    | Idő         | Hely.       | Össz.       | Idő      | Hely.    | Össz.    | Idő     | Helyezés |
| ---------------- | ----------- | -------- | -------- | -------- | ----------- | ----------- | ----------- | -------- | -------- | -------- | ------- | -------- |
| Rolando Palacios | 100 m       | 10,49    | 4.       | 43.*     | kiesett     | kiesett     | kiesett     | kiesett  | kiesett  | kiesett  | kiesett | kiesett  |
| Rolando Palacios | 200 m       | 20,81    | 3.       | 25.      | 20,87       | 7.          | 26.         | kiesett  | kiesett  | kiesett  | kiesett | kiesett  |

* - egy másik versenyzővel azonos időt ért el
Női
| Versenyző       | Versenyszám | Előfutam | Előfutam | Előfutam | Elődöntő | Elődöntő | Elődöntő | Döntő   | Döntő    |
| Versenyző       | Versenyszám | Idő      | Hely.    | Össz.    | Idő      | Hely.    | Össz.    | Idő     | Helyezés |
| --------------- | ----------- | -------- | -------- | -------- | -------- | -------- | -------- | ------- | -------- |
| Jeimy Bernárdez | 100 m gát   | 14,29    | 8.       | 39.      | kiesett  | kiesett  | kiesett  | kiesett | kiesett  |

## Evezés
Férfi
| Versenyző          | Versenyszám  | Előfutam | Előfutam | Középdöntő | Középdöntő | Elődöntő | Elődöntő | Elődöntő | Döntő | Döntő   | Döntő | Helyezés |
| Versenyző          | Versenyszám  | Idő      | Hely.    | Idő        | Hely.      | Típus    | Idő      | Hely.    | Típus | Idő     | Hely. | Helyezés |
| ------------------ | ------------ | -------- | -------- | ---------- | ---------- | -------- | -------- | -------- | ----- | ------- | ----- | -------- |
| Norberto Bernárdez | Egypárevezős | 9:01,27  | 6.       |            |            | E/F      | 9:29,65  | 4.       | F     | 8:32,22 | 2.    | 31.      |

## Labdarúgás

### Férfi
| #             | Név                 | Klub            | Születési idő                    | Mérkőzésszám | Gól     | Sárga lap | sárga lap · 2. sárga lap · kiállítva | kiállítva |
| Kapusok       | Kapusok             | Kapusok         | Kapusok                          | Kapusok      | Kapusok | Kapusok   | Kapusok                              | Kapusok   |
| ------------- | ------------------- | --------------- | -------------------------------- | ------------ | ------- | --------- | ------------------------------------ | --------- |
| 1             | Kevin Hernandez     | Victoria        | 1985. december 21. (22 évesen)   | 2            | 0       | 2         | 0                                    | 0         |
| 18            | Obed Enamorado      | Vida            | 1985. szeptember 15. (22 évesen) | 1            | 0       | 0         | 0                                    | 0         |
| Védők         |                     |                 |                                  |              |         |           |                                      |           |
| 2             | Quiarol Arzu        | Platense        | 1985. március 3. (23 évesen)     | 3            | 0       | 0         | 0                                    | 0         |
| 3             | David Molina        | Motagua         | 1988. március 14. (20 évesen)    | 3            | 0       | 0         | 0                                    | 0         |
| 4             | Samuel Caballero    | Changchun Yatai | 1974. december 24. (33 évesen)   | 3            | 0       | 0         | 0                                    | 0         |
| 5             | Erick Norales       | Marathón        | 1985. november 2. (22 évesen)    | 2            | 0       | 1         | 0                                    | 0         |
| 6             | Oscar Morales       | Real Espana     | 1986. május 12. (22 évesen)      | 1(1)         | 0       | 0         | 0                                    | 0         |
| 17            | David Álvarez       | Marathón        | 1985. december 5. (22 évesen)    | 1(1)         | 0       | 0         | 0                                    | 0         |
| Középpályások |                     |                 |                                  |              |         |           |                                      |           |
| 7             | Emil Martinez       | Sanghaj Senhua  | 1982. szeptember 9. (25 évesen)  | 3            | 0       | 1         | 0                                    | 0         |
| 8             | Rigoberto Padilla   | Motagua         | 1985. december 1. (22 évesen)    | 2(1)         | 0       | 0         | 0                                    | 0         |
| 10            | Ramon Nunez         | Olimpia         | 1985. november 14. (22 évesen)   | 2(1)         | 0       | 0         | 0                                    | 0         |
| 12            | Jorge Claros        | Motagua         | 1986. január 8. (22 évesen)      | 3            | 0       | 1         | 0                                    | 0         |
| 13            | Hendry Thomas (csk) | Olimpia         | 1985. február 23. (23 évesen)    | 2            | 0       | 2         | 0                                    | 0         |
| 16            | Marvin Sánchez      | Platense        | 1986. november 2. (21 évesen)    | 1(1)         | 0       | 0         | 0                                    | 0         |
| 20            | Edder Delgado       | Real Espana     | 1986. november 20. (21 évesen)   | 0            | 0       | 0         | 0                                    | 0         |
| Csatárok      |                     |                 |                                  |              |         |           |                                      |           |
| 9             | Carlos Pavón        | Real Espana     | 1973. október 9. (34 évesen)     | 2            | 0       | 0         | 0                                    | 0         |
| 11            | Luis Rodas          | Motagua         | 1985. január 3. (23 évesen)      | 1            | 0       | 0         | 0                                    | 0         |
| 14            | Jefferson Bernardez | Motagua         | 1987. március 27. (21 évesen)    | (1)          | 0       | 0         | 0                                    | 0         |
| 15            | Luis López          | Motagua         | 1986. augusztus 29. (21 évesen)  | 1(1)         | 0       | 0         | 0                                    | 0         |
| 21            | José Guity          | Marathón        | 1985. május 19. (23 évesen)      | (1)          | 0       | 0         | 0                                    | 0         |
| Edző          |                     |                 |                                  |              |         |           |                                      |           |
|               | Gilberto Yearwood   |                 | 1956. március 15. (52 évesen)    |              |         |           |                                      |           |

- Kor: 2008. augusztus 7-i kora

#### Eredmények
D csoport
| Nemzet            | M | Gy | D | V | G+ | G- | Gk | P |
| ----------------- | - | -- | - | - | -- | -- | -- | - |
| Olaszország (ITA) | 3 | 2  | 1 | 0 | 6  | 0  | +6 | 7 |
| Kamerun (CMR)     | 3 | 1  | 2 | 0 | 2  | 1  | +1 | 5 |
| Dél-Korea (KOR)   | 3 | 1  | 1 | 1 | 2  | 4  | –2 | 4 |
| Honduras (HON)    | 3 | 0  | 0 | 3 | 0  | 5  | –5 | 0 |

| 2008. augusztus 7. 17:00 |

| Honduras (HON) | 0–3               | Olaszország (ITA)                                            |
| -------------- | ----------------- | ------------------------------------------------------------ |
|                | (0–2) Jegyzőkönyv | Giovinco 41' Rossi 45' (11-esből) Acquafresca 52' (11-esből) |

| Csinhuangtaói Olimpiai Stadion, Csinhuangtao Nézőszám: 21 680 Játékvezető: Damir Skomina (szlovén) |

| 2008. augusztus 10. 17:00 |

| Kamerun (CMR) | 1–0               | Honduras (HON) |
| ------------- | ----------------- | -------------- |
| Mbia 74'      | (0–0) Jegyzőkönyv |                |

| Csinhuangtaói Olimpiai Stadion, Csinhuangtao Nézőszám: 28 657 Játékvezető: Abdulláh al-Hiláli (ománi) |

| 2008. augusztus 13. 17:00 |

| Dél-Korea (KOR)   | 1–0               | Honduras (HON) |
| ----------------- | ----------------- | -------------- |
| Kim Dongdzsin 23' | (1–0) Jegyzőkönyv |                |

| Sanghaj Stadion, Sanghaj Nézőszám: 34 160 Játékvezető: Michael Hester (új-zélandi) |

| Csapat         | Helyezés |
| -------------- | -------- |
| Honduras (HON) | 16.      |

## Taekwondo
Férfi
| Versenyző      | Versenyszám | Nyolcaddöntő        | Negyeddöntő       | Elődöntő          | Vigaszág elődöntő | Bronz- mérkőzés   | Döntő             | Helyezés |
| Versenyző      | Versenyszám | Ellenfél Eredmény   | Ellenfél Eredmény | Ellenfél Eredmény | Ellenfél Eredmény | Ellenfél Eredmény | Ellenfél Eredmény | Helyezés |
| -------------- | ----------- | ------------------- | ----------------- | ----------------- | ----------------- | ----------------- | ----------------- | -------- |
| Miguel Ferrera | Váltósúly   | Csu Kuo (CHN) · 1-3 | kiesett           | kiesett           |                   |                   |                   | 11.      |

## Úszás
Férfi
| Versenyző        | Versenyszám    | Előfutam | Előfutam | Előfutam | Elődöntő | Elődöntő | Elődöntő | Döntő   | Döntő    |
| Versenyző        | Versenyszám    | Idő      | Hely.    | Össz.    | Idő      | Hely.    | Össz.    | Idő     | Helyezés |
| ---------------- | -------------- | -------- | -------- | -------- | -------- | -------- | -------- | ------- | -------- |
| Javier Hernández | 200 m pillangó | 2:02,23  | 4.       | 42.      | kiesett  | kiesett  | kiesett  | kiesett | kiesett  |

Női
| Versenyző      | Versenyszám | Előfutam | Előfutam | Előfutam | Elődöntő | Elődöntő | Elődöntő | Döntő   | Döntő    |
| Versenyző      | Versenyszám | Idő      | Hely.    | Össz.    | Idő      | Hely.    | Össz.    | Idő     | Helyezés |
| -------------- | ----------- | -------- | -------- | -------- | -------- | -------- | -------- | ------- | -------- |
| Sharon Fajardo | 50 m gyors  | 27,19    | 1.       | 51.      | kiesett  | kiesett  | kiesett  | kiesett | kiesett  |